# Pierre le Grand (film, 1910)
Pour les articles homonymes, voir Pierre le Grand.
Pour plus de détails, voir Fiche technique et Distribution.
Pierre le Grand (Петра Великаго, Petra Velikago) est un film russe réalisé par Vassili Gontcharov et Kai Hansen, sorti en 1910.

## Fiche technique
- Titre : Pierre le Grand
- Titre original : Петра Великаго (Petra Velikago)
- Réalisation :	Vassili Gontcharov et Kai Hansen
- Scénario : Vassili Gontcharov
- Photographie : Joseph-Louis Mundwiller
- Montage :
- Décors : Mikhail Kojin
- Société de production : Pathé Frères Moscou
- Langue : film muet avec les intertitres en russe
- Format : Noir et blanc — 35 mm — 1,33:1 — Muet
- Métrage : 590 mètres
- Genre : Film dramatique, Film biographique, Film historique
- Durée : 19 minutes et 40 secondes
- Dates de sortie :
  - Empire russe : 6 janvier 1910
  - Danemark : 25 février 1910

## Distribution
- Pyotr Voinov : Pyotr I, Pierre Ier le Grand
- E. Trubetskaya : l'impératrice Catherine Ire
- A. Gorbachevskiy : Boyar Latyshkin
- Vladimir Karin-Yakubovsky (ru) : Lakot
- A. Slavin : Boyar Poltev
- Ye. Talanova : la tsarine-mère
- Vander-Veide : la princesse Sophia
- A. Veskov